# Calamaria acutirostris
Calamaria acutirostris är en ormart som beskrevs av Boulenger 1896. Calamaria acutirostris ingår i släktet Calamaria och familjen snokar. Inga underarter finns listade.
Arten förekommer på sydvästra Sulawesi. Honor lägger ägg. Calamaria acutirostris är endast känd från öns sydvästra udde. Arten lever i låglandet och i bergstrakter upp till 1000 meter över havet. Exemplaren lever i skogar vid vattendrag och de gömmer sig mellan stenar.
Beståndet hotas av skogsröjningar och bränder. IUCN listar arten som starkt hotad (EN).